# Жовансан
Жовансан (фр. Jovençan) — муніципалітет в Італії, у регіоні Валле-д'Аоста.
Жовансан розташований на відстані близько 600 км на північний захід від Рима, 5 км на південний захід від Аости.
Населення — 742 особи (2014).
Щорічний фестиваль відбувається 1 лютого. Покровитель — Святий Урс.

## Демографія
Населення за роками:

Станом на 1 січня 2023 року в муніципалітеті офіційно проживало 35 іноземців з 9 країн, серед них 10 громадян країн Євросоюзу.

## Сусідні муніципалітети
- Емавіль
- Грессан
- Сарр